# Stanley Bowman
Stanley Glenn Bowman (né le 28 juin 1973 à Montréal dans la province de Québec, au Canada) est le directeur général des Blackhawks de Chicago, équipe de hockey sur glace de la Ligue nationale de hockey de 2009 à 2021.

## Biographie
Fils de Scott Bowman, entraîneur de la LNH vainqueur de neuf coupes Stanley, est né à Montréal alors que son père était entraîneur des Canadiens de Montréal. Il termine ses études en 1995 à l'Université de Notre-Dame-du-Lac avec, notamment, un diplôme en finance. En 2001, il rejoint l'organisation des Blackhawks et devient adjoint au directeur général, poste qu'il occupe pendant quatre saisons. Il est ensuite nommé directeur des opérations de 2005 à 2007. Le 14 juillet 2009, il est nommé directeur général de l'équipe en remplacement de Dale Tallon. Le 9 juin 2010, en tant que directeur général des Blackhawks de Chicago, il met la main sur sa première Coupe Stanley à Philadelphie contre les Flyers après une série de 6 matchs.
Les Blackhawks remportent à nouveau la Coupe Stanley en 2013 et 2015.  Les années qui suivent sont plus difficiles.  Entre 2016 et 2019, l'équipe, en effet, ne franchi qu’une seule fois le premier tour des séries éliminatoires.  Malgré tout, en décembre 2020, Stan Bowman est nommé président des opérations hockey du club tout en conservant son poste de directeur général.  Moins d'un an plus tard, Bowman démissionne dans la foulée d'un scandale qui ébranle l'organisation des Blackhawks : un ancien joueur, Kyle Beach, affirme qu'en 2010, alors qu'il commençait sa carrière, il a été abusé par l’entraîneur-vidéo de l'équipe.